# Ernest Barfo
Ernest Barfo (* 19. September 1992 in Accra) ist ein ghanaischer Fußballspieler.

## Karriere
Ernest Barfo stand bis 2014 beim Asswehly SC im libyschen Misrata unter Vertrag. Wo er vorher gespielt hat, ist unbekannt. 2014 wechselte er nach Ghana. Hier unterschrieb er einen Vertrag bei Bechem United. Der Klub aus Bechem spielte in der ersten Liga, der Premier League. 2017 zog es ihn nach Kuwait. Hier spielte er bis August 2017 für den Al-Nasr SC. Im August ging er nach Saudi-Arabien. Hier schloss er sich dem Al-Ta'ee aus Ha'il an. Mitte 2018 kehrte er nach Kuwait zu seinem ehemaligen Verein Al-Nasr SC zurück. Der libanesische Verein Shabab al-Ghazieh nahm ihn im September 2019 unter Vertrag. Yangon United, ein Verein aus Myanmar, lieh ihn die Saison 2020 aus. Mit dem Verein aus Rangun spielte er in der höchsten Liga des Landes, der Myanmar National League.